# Moisés Julio Blanchoud
Moisés Julio Blanchoud (4 de setembre de 1923, Esperanza, Argentina - 28 de febrer de 2016, Santa Fe, Argentina) fou el segon bisbe de la diòcesi de Río Cuarto i tercer arquebisbe de Salta.
Fill de José Blanchoud i Catalina Matjieu, estudià al seminari Nostra Senyora de Guadalupe de la ciutat de Santa Fe, on realitzà el batxillerat i estudià filosofia i teologia. El 1947 fou ordenat sacerdot i fou destinat al mateix seminari com a prefecte de disciplina; també fou professor i administrador del seminari. L'any 1954 fou nomenat rector de la parròquia Santa Teresita del Nen Jesús, a la capital.
El 13 de febrer del 1960 fou creat bisbe titular de Belali i bisbe auxiliar de la diòcesi de Río Cuarto pel papa Joan XXIII, essent consagrat el 24 d'abril a Santa Fe, en una cerimònia presidida per l'arquebisbe Nicolás Fasolino. El 6 de setembre del 1962 fou elevat a la dignitat de bisbe titular de Río Cuarto, prenent possessió oficialment el 7 de març del 1963.
Participà en el Concili Vaticà II. Durant la seva gestació com a bisbe de Río Cuarto fou fundador del Petit Cottolengo Don Orione d'aquesta ciutat, de la seu local de Càrites i de diverses organitzacions com ara el Familiar Cristiano, el Moviment de Cursets de Cristiandat i la Lliga de Mares de Família.
El 7 de gener del 1984 el papa Joan Pau II el designà arquebisbe de Salta, prenent possessió del càrrec el 31 de març d'aquell any.
L'abril del 1987 rebé la visita del papa Joan Pau II a Salta, durant la qual pronuncià una homilia sobre el cinquè centenari de l'evangelització d'Amèrica Llatina.
Renuncià mesos després de fer els setanta anys, el 7 d'agost del 1999. Va ser succeït per Mn. Mario Antonio Cargnello.